# Adrián Fernández (Rennfahrer, 2004)
Adrián Fernández González (* 31. Januar 2004 in Madrid) ist ein spanischer Motorradrennfahrer, der zurzeit für Leopard Racing in der Moto3-Klasse der Motorrad-Weltmeisterschaft an den Start geht. Er ist der jüngere Bruder des mehrfachen Moto2- und Moto3-Rennsiegers Raúl Fernández, welcher seit 2022 in der MotoGP-Klasse antritt. Mit dem ehemaligen Moto2-Weltmeister Augusto Fernández ist er hingegen nicht verwandt.

## Karriere
2019 begann Fernández’ internationale Karriere in der FIM CEV Moto3 Junior World Championship, in der in der letzten Saison noch sein Bruder gefahren war, der inzwischen in die Weltmeisterschaft aufgestiegen war. Er beendete das letzte Rennen als Dritter und wurde Gesamtachter.
Auch 2020 lieferte der Madrider eine konstante Saison ab und wurde Siebter. Beim Saisonfinale, dem Großen Preis von Portugal 2020, gab er zudem sein Debüt in der Weltmeisterschaft als Ersatz für den verletzten Filip Salač. Er wurde 18., während sein Bruder Raúl das Rennen für sich entschied.
Die Saison 2021 begann für Fernández mit einem 17. Platz beim Großen Preis von Katar. In den nächsten beiden Rennen stürzte er allerdings jeweils in den Top 10 liegend.

## Statistik

### In der Motorrad-Weltmeisterschaft
(Stand: Großer Preis von Österreich, 17. August 2025)
| Saison | Klasse | Team                        | Motorrad  | Rennen | Siege | Zweiter | Dritter | Poles | schn. Rennrunden | Punkte | Ergebnis |
| ------ | ------ | --------------------------- | --------- | ------ | ----- | ------- | ------- | ----- | ---------------- | ------ | -------- |
| 2020   | Moto3  | Rivacold Snipers Team       | Honda     | 1      | –     | –       | –       | –     | –                | 0      | 31.      |
| 2021   | Moto3  | Sterilgarda Max Racing Team | Husqvarna | 18     | –     | –       | –       | –     | –                | 30     | 22.      |
| 2022   | Moto3  | Red Bull KTM Tech3          | KTM       | 19     | –     | –       | –       | –     | –                | 51     | 20.      |
| 2023   | Moto3  | Leopard Racing              | Honda     | 8      | –     | –       | –       | –     | –                | 25     | 22.      |
| 2024   | Moto3  | Leopard Racing              | Honda     | 20     | –     | 1       | 2       | 1     | 2                | 158    | 6.       |
| 2025   | Moto3  | Leopard Racing              | Honda     | 11     | –     | 1       | 1       | –     | –                | 79     | 9.       |
| Gesamt | Gesamt | Gesamt                      | Gesamt    | 77     | 0     | 2       | 3       | 1     | 2                | 343    |          |

Einzelergebnisse
| Saison | 1        | 2           | 3           | 4          | 5          | 6          | 7                      | 8              | 9           | 10                     | 11          | 12                     | 13         | 14             | 15                            | 16             | 17         | 18             | 19         | 20       | 21       | 22       |
| ------ | -------- | ----------- | ----------- | ---------- | ---------- | ---------- | ---------------------- | -------------- | ----------- | ---------------------- | ----------- | ---------------------- | ---------- | -------------- | ----------------------------- | -------------- | ---------- | -------------- | ---------- | -------- | -------- | -------- |
| 2020   | Katar    | Spanien     | Andalusien  | Tschechien | Osterreich | Steiermark | San Marino             | Emilia-Romagna | Katalonien  | Frankreich             | Aragonien   |                        | Europa     | Valencia       | \|\| \|\| \|\| \|\| \|\| \|\| |                |            |                |            |          |          |          |
| 2020   |          |             |             |            |            |            |                        |                |             |                        |             |                        |            | 18             |                               |                |            |                |            |          |          |          |
| 2021   | Katar    | Katar       | Portugal    | Spanien    | Frankreich | Italien    | Katalonien             | Deutschland    | Niederlande | Steiermark             | Osterreich  | Vereinigtes Konigreich | Aragonien  | San Marino     | USA-Texas                     | Emilia-Romagna | Portugal   | \|\| \|\| \|\| |            |          |          |          |
| 2021   | 17       | DNF         | DNF         | 24         | 6          | DNF        | DNF                    | DNF            | DNF         | 10                     | DNF         | 19                     | 12         | 20             | 21                            | 13             | 11         | 14             |            |          |          |          |
| 2022   | Katar    | Indonesien  | Argentinien | USA-Texas  | Portugal   | Spanien    | Frankreich             | Italien        | Katalonien  | Deutschland            | Niederlande | Vereinigtes Konigreich | Osterreich | San Marino     | Aragonien                     | Japan          | Thailand   | Australien     | Malaysia   | \|\|     |          |          |
| 2022   | 14       | DNF         | 13          | 14         | WD         | DNF        | 20                     | 10             | 9           | 8                      | DNF         | 15                     | 17         | 16             | 5                             | 18             | DNF        | 18             | 15         | 6        |          |          |
| 2023   | Portugal | Argentinien | USA-Texas   | Spanien    | Frankreich | Italien    | Deutschland            | Niederlande    | Kasachstan  | Vereinigtes Konigreich | Osterreich  | Katalonien             | San Marino | Indien         | Japan                         | Indonesien     | Australien | Thailand       | Malaysia   | Katar    | Valencia |          |
| 2023   |          |             |             |            |            |            | 16                     | DNF            | C           |                        |             |                        |            |                |                               | DNF            | 5          | 15             | 5          | 17       | 14       |          |
| 2024   | Katar    | Portugal    | USA-Texas   | Spanien    | Frankreich | Katalonien | Italien                | Niederlande    | Deutschland | Vereinigtes Konigreich | Osterreich  | Aragonien              | San Marino | Emilia-Romagna | Indonesien                    | Japan          | Australien | Thailand       | Malaysia   | \|\|     |          |          |
| 2024   | DNF      | 10          | 11          | 6          | 6          | 10         | 8                      | 7              | 4           | 8                      | 6           | 11                     | 13         | 8              | 2                             | 3              | 3          | 22             | DNF        | 11       |          |          |
| 2025   | Thailand | Argentinien | USA-Texas   | Katar      | Spanien    | Frankreich | Vereinigtes Konigreich | Aragonien      | Italien     | Niederlande            | Deutschland | Tschechien             | Osterreich | Ungarn         | Katalonien                    | San Marino     | Japan      | Indonesien     | Australien | Malaysia | Portugal | Valencia |
| 2025   | 3        | 2           | 12          | DNF        | 4          | 8          | INJ                    | DNS            | DNF         | DNF                    | DNF         | 6                      | 8          |                |                               |                |            |                |            |          |          |          |

| Legende  | Legende            | Legende                                                          |
| Farbe    | Abkürzung          | Bedeutung                                                        |
| -------- | ------------------ | ---------------------------------------------------------------- |
| Gold     | –                  | Sieg                                                             |
| Silber   | –                  | 2. Platz                                                         |
| Bronze   | –                  | 3. Platz                                                         |
| Grün     | –                  | Platzierung in den Punkten                                       |
| Blau     | –                  | Klassifiziert außerhalb der Punkteränge                          |
| Violett  | DNF                | Rennen nicht beendet (did not finish)                            |
| Violett  | NC                 | nicht klassifiziert (not classified)                             |
| Rot      | DNQ                | nicht qualifiziert (did not qualify)                             |
| Rot      | DNPQ               | in Vorqualifikation gescheitert (did not pre-qualify)            |
| Schwarz  | DSQ                | disqualifiziert (disqualified)                                   |
| Weiß     | DNS                | nicht am Start (did not start)                                   |
| Weiß     | WD                 | zurückgezogen (withdrawn)                                        |
| Hellblau | PO                 | nur am Training teilgenommen (practiced only)                    |
| Hellblau | TD                 | Freitags-Testfahrer (test driver)                                |
| ohne     | DNP                | nicht am Training teilgenommen (did not practice)                |
| ohne     | INJ                | verletzt oder krank (injured)                                    |
| ohne     | EX                 | ausgeschlossen (excluded)                                        |
| ohne     | DNA                | nicht erschienen (did not arrive)                                |
| ohne     | C                  | Rennen abgesagt (cancelled)                                      |
| ohne     | keine WM-Teilnahme |                                                                  |
| sonstige | P/fett             | Pole-Position                                                    |
| sonstige | 1/2/3/4/5/6/7/8    | Punktplatzierung im Sprint-/Qualifikationsrennen                 |
| sonstige | SR/kursiv          | Schnellste Rennrunde                                             |
| sonstige | *                  | nicht im Ziel, aufgrund der zurückgelegten Distanz aber gewertet |
| sonstige | ()                 | Streichresultate                                                 |
| sonstige | unterstrichen      | Führender in der Gesamtwertung                                   |

### In der Supersport-Weltmeisterschaft
(Stand: Saisonende 2023)
| Saison | Team                            | Motorrad       | Rennen | Siege | Zweiter | Dritter | Poles | Schn. Runden | Punkte | Ergebnis |
| ------ | ------------------------------- | -------------- | ------ | ----- | ------- | ------- | ----- | ------------ | ------ | -------- |
| 2023   | Evan Bros. WorldSSP Yamaha Team | Yamaha YZF-R 6 | 2      | –     | –       | –       | –     | –            | 1      | 46.      |
| Gesamt | Gesamt                          | Gesamt         | 2      | 0     | 0       | 0       | 0     | 0            | 1      |          |